# Вуквол, Михаил
Михаи́л Вукво́л (чук. Вуквол; 1914, Уэлен — 1942) — художник, косторез, гравёр, первый чукотский книжный иллюстратор; переводчик, литератор.

## Биография
Родился в 1914 году в Уэлене в семье морского охотника и резчика Хальмо (чук. Галгымо). Брат резчика Туккая. Рисунку, резьбе и гравировке по кости учился у отца. В 1928 году вместе с отцом организовал в школе косторезный кружок.
В начале 1930-х годов на Чукотку приехал художник А. Л. Горбунков и Вуквол стал его переводчиком. С 1933 года работал в Уэленской косторезной мастерской — сначала инструктором-практикантом, с 1935 года — инструктором по кустарным народным промыслам. Учился у резчика Уэленской косторезной мастерской Вуквутагина.
В 1936 году был направлен в Москву для знакомства с коллекциями российского и зарубежного изобразительного искусства. В мае 1937 года переехал в Ленинград, в 1937—1939 годах учился на подготовительном отделении Института народов Севера.
В ноябре 1939 года Вуквол был призван в армию. Участвовал в Советско-финской войне, в 1940 году служил в артиллерийском полку под Витебском. В Великую Отечественную войну участвовал в оборонительных боях в Белоруссии. Погиб на фронте в 1942 году. Согласно краеведческим исследованиям, существует более восьми версий обстоятельств его гибели.
Кавалер трёх боевых орденов.

## Творчество
Вуквол проявил себя в разных видах искусства — он известен как резчик, гравёр, автор монументально-декоративной композиции, переводчик, литератор, книжный иллюстратор. Освоил также искусство вышивки оленьим волосом, традиционно считавшееся на Чукотке занятием женщин.
Стал одним из первых мастеров-гравёров, обратившихся к гражданским темам и сюжетам из советской жизни Чукотки и воплотивших современность традиционными средствами чукотского народного промысла.

### Декоративно-прикладное искусство
Среди выполненных Вукволом декоративно-прикладных изделий из моржового клыка — скульптуры животных, резные шахматы, гравированные портсигары. Основное внимание художника уделено рисунку. Помимо традиционных для национального народного промысла сюжетов охоты, танцев, чукотских народных сказок, в гравировках Вуквола на клыках представлена жизнь современной художнику Чукотки.

#### Тема спасения челюскинцев
В «Челюскинской эпопее» нет привычной композиции. Здесь масса действующих лиц, много сюжетов, сценки трудовых будней и митинга, охоты и гибели судна, угощения челюскинцев в чукотской яранге и идущих на посадку самолётов. Однако этой, на первый взгляд, «беспорядочностью», Вуквол решает сложные композиционные задачи, достигая мощного многоголосого звучания темы.
Значительное место в творчестве Вуквола занимает тема спасения экспедиции челюскинцев. Свидетелем эвакуации экспедиции он стал в 1934 году — самолёты, вылетавшие за экипажем, базировались в Уэлене. Исследователь искусства Чукотки Т. Б. Митлянская отмечает, что первыми подступами художника к теме были рисунки на листе бумаги, не объединённые «ни логикой и последовательностью повествования, ни единой композицией».
Выполненная Вукволом по этим эскизам гравировка на кости представляла композицию повествовательного характера — изображения последовательно расположились по клыку справа налево, образуя рассказ о гибели парохода и спасении экипажа: зажатый льдинами пароход; нос тонущего парохода с уходящими под лёд мачтами и трубой; бегущие с грузами люди; ледяные торосы с самолётом на дальнем плане; бегущие к самолёту люди; передача улетающим ребёнка; приземление на льдину второго самолёта; погрузка ящиков; вывоз из лагеря О. Ю. Шмидта последних пассажиров.
Все человеческие фигуры в гравировке заштрихованы густым цветом. Рисунок чётко выделяется на поверхности кости.
Сюжет был воспроизведён мастером также на портсигаре — с изменением композиции и пропорций изображений в соответствии с формой предмета.
Впоследствии Вуквол снова обратился к теме, выполнив ещё одну сюжетную гравировку на клыке. Гравировка была двусторонней, поверхность клыка разделена вертикальными полосами. Изображения представлены в отдельных клеймах, на одной стороне — пароход «Челюскин»; карта СССР с маршрутом похода; кораблекрушение; перенос вещей на льдину; лагерь Шмидта; на другой — жизнь в лагере: появление медведя; посадка самолёта; вывоз поселенцев.
Рисунок графичный, подцветка отсутствует. Всё обозначено чёрным контуром с небольшой штриховкой, которая придаёт фигурам некоторую объёмность.
Сопоставляя две вукволовские гравировки на тему спасения челюскинцев, Митлянская отмечает, что в первой работе «мастер ещё находится во власти привычных традиционных приёмов: насыщенность цвета, плоскостная трактовка фигур», во второй — «явно ощуща[ется] влияние профессионального искусства: контурный рисунок, стремление к объёмности».
По оценке историка А. И. Крушанова:
Чукотский художник-самоучка интуитивно подошёл к эпическому пониманию и воспроизведению сцен современной истории. Будни челюскинцев как бы напоминают многовековую героическую борьбу чукчей с суровой природой Севера.

#### Образ Ленина
Художественный язык «Чукотской легенды о Ленине» близок другим произведениям Вуквола, особенно его порталу для Всесоюзной художественной выставки. Несмотря на то, что сцены связаны последовательностью литературного произведения, они читаются как вполне самостоятельные, и это придаёт им особую значимость.
Вуквол был первым чукотским художником, обратившимся к образу В. И. Ленина, — сначала в своём литературном творчестве, затем с помощью изобразительных средств. Литературно обработанная Вукволом легенда воплощает миф о приезде Ленина на Чукотку и повествует о его встрече с жителями тундры и советах по строительству новой жизни. Сюжетная композиция Вуквола на эту тему выполнена в традиционной повествовательной манере, в контурной технике. По оценке Митлянской, изображение Ленина отличается «наивностью и непосредственностью», «портретное сходство не вполне удаётся художнику».
По оценке искусствоведа Ю. А. Широкова:
Удались художнику эпизоды сказочной встречи Ленина с чукчами. С наивной достоверностью подлинно народного произведения Вуквол изображает В. И. Ленина едущим на оленьей нарте, выступающим перед охотниками на морском берегу. Как за трибуной, стоит Ильич у огромного китового черепа…
Позднее композиция Вуквола воспроизводилась следующими поколениями гравёров (Г. Тынатваль и др.)

### Монументально-декоративное искусство
В 1937 году Вуквол выступил в нехарактерном для народного искусства Чукотки жанре монументально-декоративной скульптуры, выполнив роспись портала для выставки «Народное творчество» в Третьяковской галерее (консультант А. Л. Горбунков). Роспись на двухметровых листах пластмассы называлась «Отчёт председателя колхоза» и представляла многофигурную композицию со сценами из жизни новой Чукотки, выполненную в традиционной для чукотской гравировки повествовательной манере.
По оценке исследователя искусства Чукотки Т. Б. Митлянской:
…Новый материал и совершенно иные формы и масштаб рисунка требовали решения новых и сложных задач. <…> Увеличив масштабы изображений, художник сумел сохранить свойственную чукотско-эскимосской гравюре на кости выразительность и национальное своеобразие.
По оценкам искусствоведов, эта работа стала «единственным в истории национального искусства Чукотки монументальным произведением».

### Литературная работа
Вуквол писал… преподавателю Института народов Севера филологу Петру Яковлевичу Скорику, который готовил к изданию первый «Русско-чукотский словарь». Его письма были своего рода консультациями о характерных нюансах чукотского языка с суждениями о звучании отдельных слов и смысловом значении, что было ценно для переводчиков и редакторов книги.
В 1930-е годы Вуквол занимался литературной работой — студентом перевёл на чукотский язык рассказы полярного лётчика Г. Ф. Байдукова, участвовал в составлении «Русско-чукотского словаря» и первых чукотских учебников, готовившихся его учителем, филологом П. Я. Скориком. Участвовал в подготовке к печати переводов классиков русской литературы на чукотский язык, переводы произведений А. С. Пушкина под редакцией Вуквола (совместно с Г. И. Мельниковым) опубликованы в 1940 году.
Первое литературное произведение Вуквола — «Чукотская легенда о Ленине», представляющая литературную обработку народной молвы о приезде на Чукотку В. И. Ленина и опубликованная в 1938 году в журнале «Народное творчество». Произведение послужило основой для сюжета гравировки на моржовых клыках, первым его воплотил сам Вуквол.

### Графика
Вуквол стал первым чукотским книжным иллюстратором — им оформлены «Сказки чаучу» Ф. Тынэтэгына, изданные в Ленинграде в 1940 году.
По оценке искусствоведа Т. Б. Митлянской, в этих работах ощущается «сильное влияние европейского искусства»:
…Вуквол выступает как профессиональный художник, владеющий перспективой, объёмной разработкой формы.
На фронте Вуквол работал над эскизами гравюр на тему Великой Отечественной войны. Замыслы осуществить художник не успел — письмо с фронта к брату Туккаю, в которое были вложены два антифашистских рисунка, оказалось последним. Один рисунок представлял красноармейца, пронзающего ножом одновременно трёх фашистов, другой символически отражал единство фронта и тыла — стреляющий по врагу красноармеец и чукотский художник, сдающий в Фонд обороны пушнину. Выполненные чукотским мастером-гравёром Онно по рисункам-эскизам Вуквола гравировки экспонировались на выставке Центрального музея Красной армии и флота.

## Наследие и память
Работы Вуквола находятся в Государственном историческом музее, Государственном центральном музее современной истории России, Всероссийском музее декоративно-прикладного и народного искусства, Сергиево-Посадском государственном историко-художественном музее-заповеднике и др.
В 1977 году Уэленской косторезной мастерской «Северные сувениры» было присвоено имя Вуквола.
В XXI веке работы Вуквола выставляются на выставках декоративно-прикладного искусства.